# 超级星际力量 时空历的秘密
《超級雷鳥號》是一款由特库摩公司制作和发行的射击游戏。本游戏于1986年11月11日在日本地区FC游戏机发行。
本游戏是特库摩著名的街机射击游戏星际力量的续作。与同一时期游戏不同的是，本游戏是一款既有射击又有冒险类的游戏。玩家必须在设定时间内返回来击败恶魔星球的Gordess。